# Brunilde Ridgway
Brunilde Maria Sismondo Ridgway (Chieti, 14 de novembro de 1929 – Haverford, 19 de outubro de 2024) foi uma professora, arqueóloga e historiadora da arte natural da Itália, e especialista na escultura da Grécia Antiga.

## Biografia
Passou sua infância na Etiópia, onde seu pai, um militar, cumpria sua missão. Depois da II Guerra Mundial ela ingressou na Universidade de Messina para estudar os clássicos, graduando-se em 1953. Obteve uma bolsa de estudos para estudar arqueologia no Bryn Mawr College na Pennsylvania, sendo aluna de Rhys Carpenter em sua dissertação de mestrado. Depois disso realizou seu doutorado na Escola Americana de Estudos Clássicos de Atenas, recebendo seu PhD em 1958, ano em que casou-se com o médico Henry W. Ridgway. Voltou ao Bryn Mawr College como professora, onde passou a sua carreira, aposentando-se em 1997. Em 1988 recebeu a medalha de ouro do Archaeological Institute of America.

## Obra
Brunilde concentrou seu trabalho de pesquisa acadêmica no questionamento da Meisterforschung, uma abordagem que estuda obras capitais que geraram escola, e da Kopienforschung, o estudo da escultura antiga através das cópias que sobreviveram. Tornou-se conhecida pela erudição e confiabilidade de suas análises, mas foi criticada por ser excessivamente rigorosa ou revisionista. Entre os livros que publicou estão:
- Severe Style in Greek Sculpture, Princeton University Press, 1970.
- "The Aphrodite of Arles", in American Journal of Archæology, vol. 80, No. 2 (Spring 1976), pp.147-154.
- The Archaic Style in Greek Sculpture, Princeton University Press, 1977 (revised and expanded edition in 1993).
- Fifth Century Styles in Greek Sculpture, Princeton University Press, 1981.
- "The State of Research in Ancient Art" in Art Bulletin, LXVIII (1986), pp.8-23.
- Fourth-Century Styles in Greek Sculpture, University of Wisconsin Press, 1997.
- Hellenistic Sculpture I: The Styles of ca. 331-200 BC, University of Wisconsin Press, 1990
- Roman copies of Greek Sculpture: The Problem of the Originals, University of Michigan Press, 1994
- Hellenistic Sculpture II: The Styles of ca. 200-100 BC, University of Wisconsin Press, 2000
- Hellenistic Sculpture III: The Styles of ca 100-31 BC, University of Wisconsin Press, 2002
- Second Chance: Greek Revisited Sculptural Studies, University of Wisconsin Press, Pindar Press, 2004.